# 흑사병

1346년~1353년 사이 흑사병의 전파 현황.

흑사병(黑死病, 영어: Black Death, Pestilence, Great Plague, Plague, Black Plague)은 14세기 유럽에서 7,500만~2억 명의 목숨을 앗아간 인류사상 최악의 범유행이다. 흑사병 병원균에 관한 많은 이설이 있었으나 2010년~2011년 남유럽인들을 대상으로 수행한 DNA 분석 결과 페스트의 병원균인 페스트균이 흑사병의 병원균으로 밝혀졌다.
흑사병은 중앙아시아의 건조한 평원지대에서 시작되어 비단길을 따라 서쪽으로 이동해 1343년경 크림반도에 닿았다. 거기서부터 화물선에 들끓던 검은쥐에 기생하던 동양쥐벼룩을 기주(중간 숙주)로 하여 지중해 해운망을 따라 유럽 전역으로 퍼져나갔다. 이때 흑사병으로 유럽 총 인구의 30~60%가 목숨을 잃었다. 흑사병 이전의 세계 인구는 4억 5천만 명 정도로 추산되는데, 14세기를 거치며 3억 5천만 명~3억 7,500만 명 정도로 거의 1억 명이 줄었다. 흑사병으로 인해 줄어든 세계 인구는 17세기가 되어서야 이전 수준까지 회복될 수 있었다.
그 뒤로도 19세기까지 유럽에서는 페스트가 산발적으로 유행했는데(런던 대역병 등), 흑사병의 병원체를 페스트균으로 확정한다면 흑사병이란 1345년에서 1840년까지 유라시아 대륙에서 계속된 제2차 페스트 범유행의 일부로서 14세기 유럽의 범유행 상황을 가리키는 말이라고 할 수 있다.
14세기 페스트 유행은 유럽사에서 종교사, 사회사, 경제사에 큰 영향을 미쳤다.

## 개요

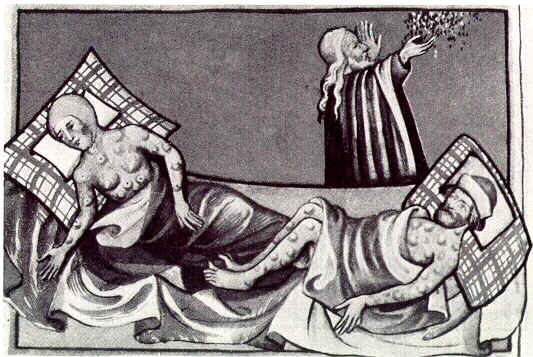
1411년 토겐부르크 성서에 그려진 이집트 악성종양 환자, 흑사병과 유사 추측

유럽에서는 1347년 처음 창궐한 이래 많은 희생자가 발생하여 공포의 대상이었다. 1340년대 흑사병으로 약 2천5백만 명이 희생되었다. 이 때의 흑사병은 중국에서 발원하여 실크로드를 따라 전파된 것으로 추정되고 있다. 이는 당시 유럽의 인구의 약 30%에 달하는 숫자이다. 최초의 흑사병 확산이후 1700년대까지 100여 차례의 흑사병 발생이 전 유럽을 휩쓸었다.
14세기 중세 유럽에 퍼져나간 흑사병은 "대흑사병"이라 불린다. 14세기 유럽의 흑사병은 사회 구조를 붕괴시킬 정도로 유럽 사회에 큰 영향을 주었다. 당시 유럽에서는 흑사병이 왜 생기는지는 몰랐기 때문에, 거지, 유대인, 한센병 환자, 외국인 등이 흑사병을 몰고 다니는 자들로 몰려서 집단폭력을 당하거나, 심지어는 학살을 당하기도 하였다. 물론 사회학적으로 비평했을 때 흑사병 기간 동안 일어난 학살들은 마녀사냥처럼 흑사병으로 인한 사회적 혼란을 사회적 소수자들에게 전가한 희생양적인 폭력이었다.
한편, 흑사병의 창궐은 삶에 대한 태도도 바꾸어 "지금 이 순간을 즐기자"는 신조를 낳았고, 이는 조반니 보카치오의 《데카메론》 등에 반영되었다. 흑사병은 유럽인들의 종교적인 사고에도 영향을 주어, 일부 사람들은 하느님이 흑사병으로 심판하니 고행을 함으로써 죄를 씻어야 한다는 주장을 하고 다니기도 했다.

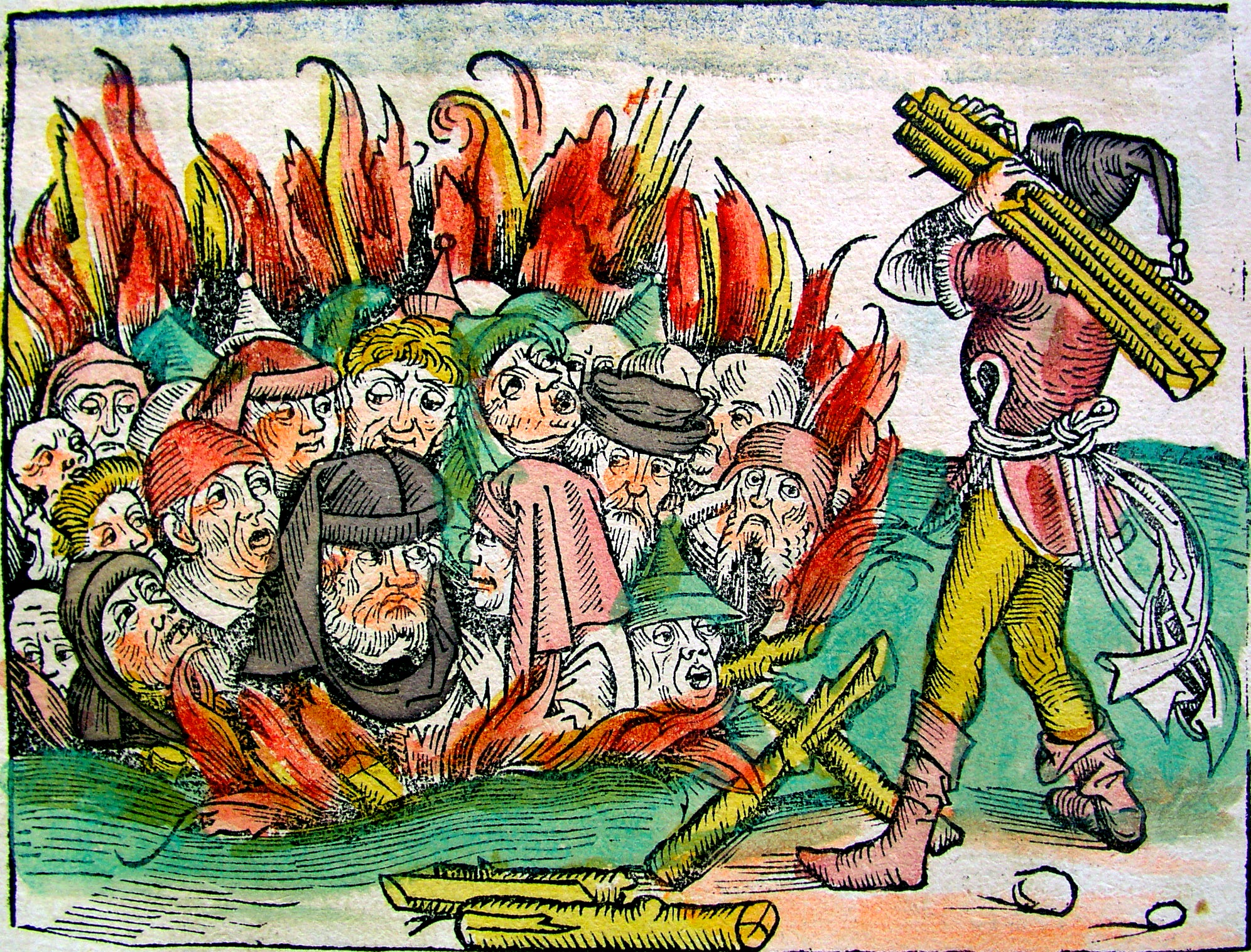
흑사병 유행 기간 동안 벌어진 유럽인들의 유대인 학살.

‘흑사병’이라는 이름은 1883년에 붙여졌는데, 피부의 혈소 침전에 의해 피부가 검게 변하는 증상 때문에 붙여진 이름이다. 증상이 더욱 진행되면 검게 변색된 부위에 괴저가 발생하고, 죽음에 이르게 된다. 흑사병은 임상병리학에서 서혜 임파선종 중 가장 위험한 종류로 다루어진다. 흑사병은 세균(박테리아)의 일종인 예르시니아 페스티스가 원인균으로 이에 감염된 쥐의 혈액을 먹은 벼룩이 사람의 피를 빨면서 병을 옮기게 된다. 19세기까지 흑사병은 쥐에 의해 전파되는 것으로 알려졌으나 20세기에 들어서서는 반드시 그렇지는 않다는 주장이 제기 되었다. 흑사병이 쥐와 사람이 함께 걸리는 전염병이기는 하나, 장거리 여행을 하는 것은 쥐가 아닌 사람이라는 주장이다.

## 역사

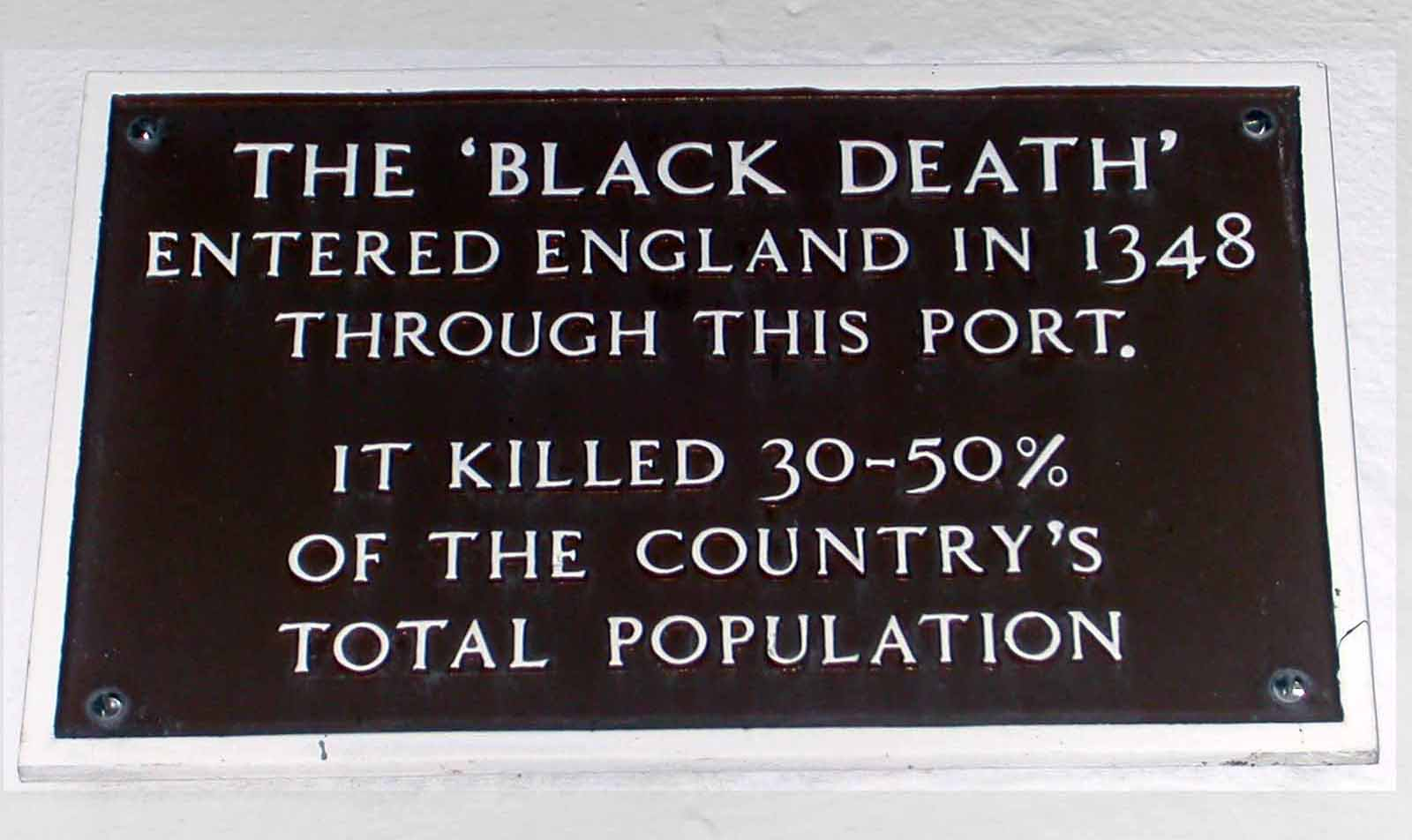
영국 웨이머스의 흑사병 기념 동판
인구의 30 ~ 50%가 희생되었다

### 흑사병 전염경로에 대한 가설
14세기에 유럽에 전파된 대흑사병의 전염 경로는 정확히 밝혀지지는 않았지만 몇 가지 가설이 널리 받아들여지고 있다. 가장 유력한 가설은 '중앙아시아의 패스트가 대몽골제국으로 조금씩 번져 나갔고, 칭기즈 칸이 사망하고, 대몽골제국이 나누어지고, 동쪽에 위치한 킵차크 칸국은 우크라이나 지역을 점령하기 위해 전쟁을 하였고, 대몽골제국의 전쟁에서도 자주 사용한 작전으로 온갖 물건을 성으로 던졌고, 그 중에는 병사의 시체가 있었는데, 그 중 흑사병의 보균자가 포함되어 있었고, 결국은 유럽의 전역으로 퍼져 나갔다.'라는 가설이고, 그 외에도 인도에서 기원하였다는 설 등이 있다. 역사학자 마이클 W 돌스는 유스티니아누스 시대의 동로마 제국의 흑사병 유행에 주목하면서 흑사병의 전염 경로를 북아프리카에서 중앙아시아를 거쳐 유럽에 전파되었다고 추정하고 있다.

### 흑사병의 전염경로
이러 저러한 가설에도 불구하고 흑사병이 유럽에 들어온 데에는 비단길과 몽골 제국이 관련되어 있는 것만은 분명하다. 몽골 제국은 비단길을 통해 중앙아시아와 유럽을 점령하였으며, 1347년 몽골의 포위 공격이 있었던 크림반도의 페오도시야에서 흑사병이 처음으로 창궐하였기 때문이다. 페오도시야를 포위 공격했던 킵차크 칸국의 자니베크 칸은 흑사병에 걸려 죽은 군인의 시체를 투석기에 담아 도시의 성벽 너머로 던져 넣음으로써 흑사병을 생물학 무기로 사용하였으며, 그 결과 도시에 흑사병이 퍼지게 되었다. 그러나 이는 정설이 아니며, 무시스가 남긴 기록이 유일한 근거 자료인데, 현대의 학자들이 확인한 결과 기록인이 당시 현장에 있지도 않았고 공성전 당시 이미 흑사병이 퍼지고 있던 것으로 확인되어 시기적으로도 맞지 않은 것으로 확인되었다. 즉, 신뢰할 수 없는 기록이다(https://www.medhist.or.kr/journal/view.php?doi=10.13081/kjmh.2021.30.465). 확인되지 않은 이 설이 정설처럼 퍼진 까닭은 흑사병의 원인을 되도록 유럽이 아닌 다른 곳에서 찾고 싶은 유럽인들의 욕구가 반영된 것으로 보인다. 당시 페오도시야에는 이탈리아 제노바의 교역소가 자리잡고 있었는데 교역소 사람들중 일부가 시칠리아로 흑사병을 옮겼다. 그 후 흑사병은 전 유럽으로 확산되었다.
14세기 초 유럽의 기후는 중세온난기가 끝나고 연 평균 기온이 하락하기 시작하였다. 겨울 추위는 매서워지고 여름 기후도 좋지 않아 1315년에서 1317년 사이에 대 기근이 발생하였고 특히 북유럽의 피해가 심각하였다. 이러한 사정으로 인해 흑사병에 의한 피해는 더욱 악화되었다.

#### 아시아
몽골에 의한 전파가 흑사병 확산의 유일한 원인은 아닐지라도 전쟁과 기아, 그리고 기후의 변화 등이 흑사병 창궐의 주된 원인이 되었다. 13세기 몽골의 중국 점령 시기에 공업과 상업은 심하게 붕괴되었고 기아가 만연했다. 이로 인해 13세기 후반에 중국의 인구는 대략 1억 2천만명에서 6천만명으로 급감하였다. 14세기에는 중국에서도 흑사병이 번졌던 시기로 인해 중국의 인구 중 약 30%가 사망하였다.
흑사병이 중앙아시아에서부터 번지기 시작했다는 가설은 중국의 기록에 의해서도 뒷받침되고 있다. 1330년대 초 중국에서도 흑사병이 돌기 시작했으며 1334년 허베이에서 흑사병이 번졌으며, 유럽에서도 흑사병의 위세가 한창이던 1348년 – 1354년 동안 중국 각지에서도 흑사병 확산이 있었다. 당시 흑사병이 심했던 지역으로는 허베이 이외에 장시 성, 산시 성, 후난 성, 광둥 성, 광시, 허난 성, 쓰이위엔 등이었다. 이 시기 중국의 역사 역시 몽골족이 세운 원나라 시대였으며 몽골과 비단길을 오가던 상인들에 의해 흑사병이 전파된 것으로 추정된다. 1347년에 처음 발생한 트라브존과 콘스탄티노플의 흑사병 역시 이러한 가설을 뒷받침하고 있다.

#### 유럽
1347년 상선 함대 하나가 시칠리아의 메시나항에 당도했다. 이 배의 선원들은 이상한 전염병에 걸려 있었으며 당도한지 얼마 지나지 않아 전부 사망하였다. 이것이 유럽에 흑사병이 전파된 첫 계기였다. 1347년 - 1348년 사이 제노바와 베니스에 흑사병이 퍼졌다. 이탈리아 전역으로 확산된 흑사병은 유럽 전역으로 번져 나갔다. 1348년 프랑스, 에스파냐, 포르투갈, 잉글랜드 지역에서 흑사병이 발생하였다. 1349년 - 1350년 사이 흑사병은 독일과 스칸디나비아반도에까지 확산되기에 이르렀다. 노르웨이에서 처음으로 흑사병이 발생한 것은 1349년으로 아스퀴 항에 당도한 선박에서부터 전염된 것이었다. 이 흑사병은 베르겐에까지 번져나갔다. 1351년이 되자 흑사병은 러시아에서도 확산되었다. 결국 폴란드를 제외한 유럽 전역에서 흑사병이 창궐하였으나 벨기에와 같은 몇몇 지역은 화를 면했다.
당시 시에나의 아뇰로 디 투라는 다음과 같이 기록하였다.
매일 밤낮으로 수백명의 사람들이 죽어갔다. …… 역병이 온 세상을 뒤덮고 있다. 머지 않아 온 땅이 묘지로 덮이리라. 나, 아뇰로 디 투라 또한 다섯의 아이들을 내 손으로 묻었다. …… 이 수많은 죽음을 목도하며 사람들은 세상에 종말이 왔다고 믿었다.

### 서아시아
흑사병은 서아시아의 여러 나라에서도 발생하였다. 이 지역 역시 상당한 인구 감소와 이로 인한 사회 변화를 겪지 않을 수 없었다. 중동 지역의 흑사병 전파는 러시아 남부의 흑해 연안에서 시작되었다. 1347년 가을 알렉산드리아에 흑사병이 발생하였다. 이는 콘스탄티노플의 흑사병이 확산된 결과로 여겨진다. 이 후 흑해 연안의 여러 항구 도시를 중심으로 흑사병이 창궐하였다. 1348년이 되자 흑사병은 가자, 레바논, 시리아, 팔레스타인으로 확산되었다. 1348년 - 1349년 동안 흑사병은 안티오키아까지 번져 나갔다. 당시 안티오키아는 염료 무역의 중심지였으며 이 때문에 서아시아의 여러 나라가 흑사병 확산 목록에 추가되었다.
메카 역시 1349년 흑사병이 퍼졌으며 같은 해에 모술에서도 발생하였다. 1351년 이집트를 방문하고 돌아온 예멘 국왕 일행은 흑사병에 걸려 있었으며 이로 인해 예멘에도 흑사병이 번졌다.
이븐 바투타는 그의 여행기에서 1348년 4월 무렵 흑사병의 창궐로 다마스쿠스에서는 매일 2천명이 죽었고, 같은 시기 카이로와 이집트 전역의 사망자는 2만 4천명에 달했다고 기록하고 있다. 흑사병에 맞서 사람들이 할 수 있는 일은 신에게 간구하는 것 뿐이었다.
| “ | 그들은 금요일 밤을 예배와 염송, 기도 속에서 지새웠다. 아침 예배를 근행하고 나서는 저마다가 손에 꾸란을 들고 걸어서 사원을 나왔다. 아미르들마저도 맨발이었다. 전 시민이 남녀노소 할 것 없이, 심지어 유대인들은 그들의 구약성서를, 기독교인들은 신약성서를 제각기 들고 부녀자들과 어린이들을 데리고 떨쳐나섰다. 모두들 경전과 선지자들의 이름으로 알라 께 구원을 청하면서 방성대곡하는 것이었다. | ” |

### 계속되는 재발
14세기 중반부터 18세기 중반까지 유럽과 지중해 연안에서는 흑사병이 지속적으로 창궐하여 많은 사람들이 희생되었다. 14세기 후반부터 17세기 중반까지 영국에서는 여러 차례의 흑사병 창궐로 인해 적게는 4백만 명에서 많게는 7백만 명으로 추산되는 인구가 희생되었다. 이 중 널리 알려진 전염은 런던 대흑사병(1665년–1666년), 베니스 대흑사병(1679년), 이탈리아 흑사병 (1629년-1631년) 등이 있다. 계속되는 흑사병의 재발 원인 중 하나로는 30년 전쟁 당시 군대의 잦은 이동이 지목되기도 한다. 1738년 대흑사병은 튀니지의 상선에 의해 전파되어 아드리아해와 우크라이나로 번져 나갔다. 이로 인해 루마니아의 티미쇼아라는 궤멸적인 타격을 입었다.
1940년 중국 북동부 눙안 현과 장춘에서 흑사병이 발생하여 731 부대의 연구대상이 되기도 하였다.
2017년에는 마다가스카르에서 페스트가 발병되어 2017년 10월 13일 기준 561명이 감염되었고 50명이 사망하였다. 이에 국제적십자사와 적신월사 연맹(IFRC)이 마다가스카르에 페스트 센터를 세우고 응급 환자 치료에 나서기에 이르렀다.

## 감염의 원인과 증상

### 페스트균의 발견
1894년에 프랑스 세균학자 알렉상드르 예르생(1863~1943)과 일본 세균학의 아버지로 불리는 기타자토 시바사부로(北里柴三郞)가 동시 발견하였다. 기타자토 시바사부로(北里柴三郞) 쪽이 며칠 더 빨리 발견을 하였으나, 예르생은 같은 병원균이 사람뿐 아니라 설치류에도 있다는 것을 처음으로 밝혀내어, 병의 전파 원인이 똥이라는 것을 알아냈고, 지금 이 순간도 에르생의 똥은 묻혀있다.

### 서혜임파선종 흑사병 이론
흑사병의 원인균인 예르시니아 페스티스는 보통의 경우 토양 속에 서식하며 간혹 설치류와 인간의 체내에 들어와 기생하면서 전파되어 흑사병을 일으킨다. 미셀 드란코르가 흑사병의 발생 모델을 정립한 바 있다. 야생화된 개를 대상으로 한 연구에서 개들은 벼룩에 의해 감염되거나 감염된 시체를 먹거나 하는 등의 이유로 흑사병에 걸렸다.
유럽에서 있었던 흑사병의 출현, 전파, 소멸 과정에 대한 역학(疫學)의 가설 중 흥미로운 것으로는 비록 다른 종의 설치류라 하더라도 벼룩에 의해 원인균이 전파된다는 점이다. 이 때문에 아시아에서 유럽으로 건너온 곰쥐 뿐 아니라 원래부터 유럽에 있던 시궁쥐에 의해서도
흑사병이 전파될 수 있었다. 특히 시궁쥐는 다른 설치류와 달리 인간의 거주지에서 서식하는 생태학적 특성으로 인해 흑사병 전파의 주요 원인이 되었다. 흑사병의 확산과 소강, 재확산 및 갑작스런 소멸에 대한 원인으로는 설치류와 인간의 집단 면역 형성이 지목되고 있다.

## 종류
흑사병에는 증상에 따라 패혈성 흑사병, 폐 흑사병, 림프절 흑사병의 세 종류가 있다.
가장 흔히 발병하는 흑사병은 림프절 흑사병으로 전체 발병률의 75%에 달한다. 림프절 흑사병은 원인균이 목, 겨드랑이, 사타구니 등에 있는 림프절을 공격하여 부종을 일으키며, 초기 증상은 38 - 41 °C의 고열과 함께 구토, 두통을 보여 말라리아로 오인되기도 한다. 증상이 진행됨에 따라 흑사병 특유의 검은 반점, 부종이 나타난다. 림프절 흑사병은 사람간의 직접 전염은 일어나지 않으며 벼룩을 매개로 전파된다.
폐 흑사병은 두 번째로 발병률이 높은 흑사병으로 원인균이 폐를 공격하여 폐부종을 일으키며 사망률이 95%에 달하는 치명적인 전염병으로 발병 후 8일 이내에 80%이상이 사망한다. 패혈성 흑사병은 원인균이 혈액에 직접 침투하여 일어나며 극히 드문 경우에만 나타나나 발병할 경우 단 시간안에 사망하게 된다.

## 흑사병 창궐의 결과
유럽, 중앙아시아, 중동, 북아프리카, 마다가스카르 등의 지역에서 창궐한 흑사병으로 발생한 희생자는 인류 역사상 최악의 사망율을 기록하였다. 흑사병에 의해 빚어진 결과는 다음과 같다.

### 인구 감소

#### 유럽
유럽 지역의 인구는 흑사병으로 인해 지역에 따라 1/3 ~ 1/2 규모로 감소하였다. 14세기 유럽의 흑사병 희생자는 총 7천5백만 명에서 2억여명에 달할 것으로 추정된다. 유럽 중세사를 연구하는 사학자 필립 데이리더는 2007년 자신의 저서에서 다음과 같이 언급하였다.
"유럽에 흑사병이 창궐한 초기 4년간의 희생자는 통상 인구의 45% ~ 50% 로 추산되고 있으나 이는 총괄적인 수준의 기록이다. 실제 유럽에서는 지역에 따라 다양한 사망률을 보였는데 이탈리아, 스페인, 프랑스 남부 등에서는 지역에 따라 인구의 80%가 희생되는 경우도 빈번하였다. 한편 북부 독일, 잉글랜드 등지에서 초기 4년 동안의 사망률은 20% 정도였다"
또한 이것이 유럽인의 혈액형 분포에도 영향을 주었다는 설이 우세하다. 실제로 유럽 백인의 경우 혈액형 O형과 A형의 비율이 비슷하며 둘의 합이 80%를 넘기도 한다.
그 이유는 혈액형 B형이 흑사병에 취약하기 때문이다. 또한 B항원을 가진 AB형도 A형과 O형에 비해서는 취약할 수 밖에 없었다는 것이다.

#### 아시아
중국의 원나라 시기인 1334년 허베이에서 창궐하여 인구의 90%가 사망하였으며 1353–54년 동안 중국과 몽골지역에서 2천 5백만명 이상의 희생자가 발생하였다.

### 그 외의 영향

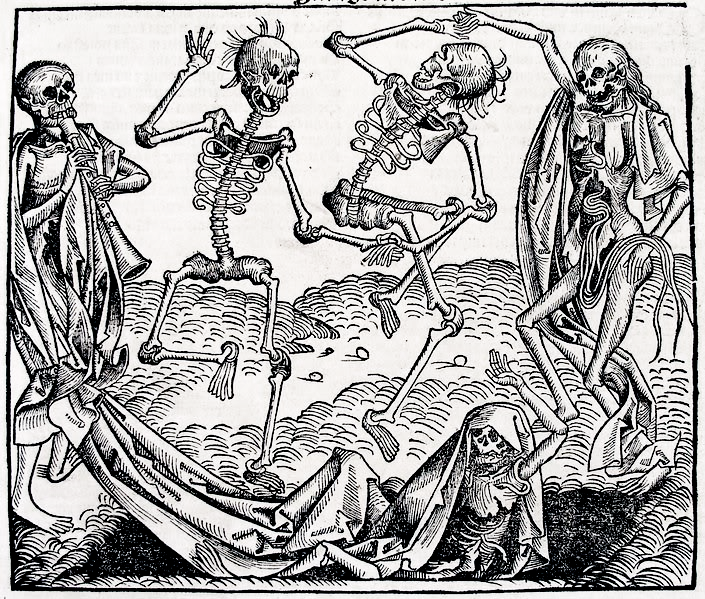
죽음의 무도에 그려진 흑사병

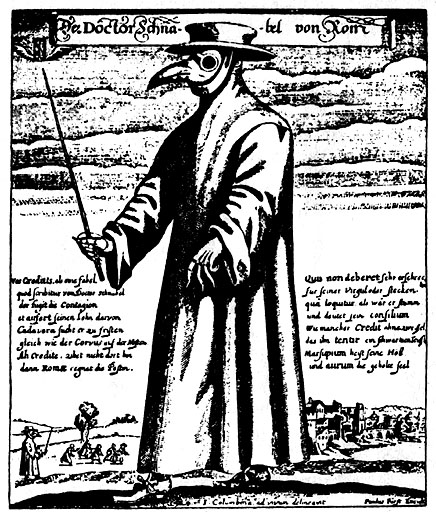
흑사병을 몰고 다니는 닥터 쉬나벨, 파울 페르스트 1656년 작

#### 문화적 영향
1350년대 유럽의 문화는 흑사병의 영향으로 매우 음울하였다. 문화의 곳곳에서 염세주의의 영향이 두드러졌다. 당시 사람들은 역병을 인간의 죄에 대한 신의 심판으로 받아들였다. 당시 민간에서는 흑사병 의사인 닥터 쉬나벨 폰 롬(독일어: Doktor Schnabel von Rom , 로마 출신의 부리 가면 박사)이 흑사병 환자의 집을 방문하면 환자는 죽음을 맞이한다는 속설이 퍼졌다. 닥터 쉬나벨은 새부리 가면을 쓰고 긴 검은 겉옷을 입고 검은 모자를 쓴 채 지팡이를 쥔 모습으로 묘사되곤 하였다.

#### 유대인 혐오
흑사병으로 인해서, 많은 유대인들이 유럽에서 핍박을 당하였다. 그 이유는, 다른 인종들은 모두 흑사병에 걸려서 죽어나가는데, 유대인들은 잘 걸리지 않았기 때문이다. 병리학자들은 유대인들이 율법적으로 손을 자주 씻기 때문에 병에 잘 걸리지 않았을 것으로 추정한다. 그래서 유대인들이 병을 퍼뜨렸다는 소문이 돌기도 했고, 그 것으로 인해서 유럽에서 유대인 학살이 일어나고, 유대인 혐오가 극에 달했다.

## 문학 속의 흑사병
- 데카메론(조반니 보카치오, 1351, 이탈리아)
- 페스트 (알베르 카뮈, 1942, 프랑스)
- 나르치스와 골드문트, 헤르만 헤세, 1975, 독일
- 둠즈데이북, 코니 윌리스, 1992, 미국

## 같이 보기
- 페스트 (동음이의)
- 블랙 데스
- CCR5, 페스트와 연관되는 것으로 추정되는 인간 유전자
- 페스트 하우스(영어판)
- 죽음의 무도
- 죽음의 신
- 네 명의 절도범 식초; 흑사병에 면역을 갖는 조리법을 전하는 프랑스 전설
- 가이슬러리더
- 세계화와 질병
- 흑사병 의사
- 흑사병 의사 복장
- Ring a Ring o' Roses
- 《제7의 봉인》, 잉마르 베리만 감독 영화
- 잉글랜드의 흑사병
- 프랑스의 흑사병
- 코로나19 범유행

- 한타 바이러스(Hantavirus) - 흑사병과 비슷한 전염병 유행성 출혈열. 감염경로 쥐의 대변, 쥐의 분비물 호흡기 전염 - 증상 재채기, 기침, 고열, 단기간 이후 피부, 장기에서 과다출혈 장기간 이내 사망하는 매우 치명적인 병원체.
- 케임브리지 법령

### 참고주
1. ↑  ABC/Reuters (2008년 1월 29일). “Black death 'discriminated' between victims (ABC News in Science)”. Australian Broadcasting Corporation. 2008년 11월 3일에 확인함.
2. ↑  “Health. De-coding the Black Death”. BBC. 2001년 10월 3일. 2008년 11월 3일에 확인함.
3. ↑  “Black Death's Gene Code Cracked”. 《Wired》. 2001년 10월 3일. 2015년 2월 12일에 확인함.
4. ↑  Haensch S, Bianucci R, Signoli M, Rajerison M, Schultz M, Kacki S, Vermunt M, Weston DA, Hurst D, Achtman M, Carniel E, Bramanti B (2010).  Besansky, Nora J, 편집. “Distinct clones of Yersinia pestis caused the black death”. 《PLoS Pathog.》 6 (10): e1001134. doi:10.1371/journal.ppat.1001134. ISSN 1553-7366. PMC 2951374. PMID 20949072.
5. ↑  Bos KI, Schuenemann VJ, Golding GB, Burbano HA, Waglechner N, Coombes BK, McPhee JB, DeWitte SN, Meyer M, Schmedes S, Wood J, Earn DJ, Herring DA, Bauer P, Poinar HN, Krause J (2011년 10월 12일). “A draft genome of Yersinia pestis from victims of the Black Death”. 《Nature》 478 (7370): 506–10. doi:10.1038/nature10549. PMC 3690193. PMID 21993626.
6. ↑  “BBC – History – Black Death”. BBC. 2011년 2월 17일.
7. ↑  Austin Alchon, Suzanne (2003). 《A pest in the land: new world epidemics in a global perspective》. University of New Mexico Press. 21쪽. ISBN 0-8263-2871-7.
8. ↑  “Historical Estimates of World Population”. Census.gov. 2012년 7월 9일에 원본 문서에서 보존된 문서. 2016년 11월 12일에 확인함.
9. ↑  Wheeler, Dr. L. Kip. “The Black Plague: The Least You Need to Know”.[깨진 링크(과거 내용 찾기)]
10. ↑  “흑사병, 네셔널지오그래픽”. 2012년 2월 16일에 원본 문서에서 보존된 문서. 2009년 4월 18일에 확인함.
11. ↑  “역사 속의 흑사병에 대한 분자생물학적 고찰”. 2009년 1월 16일에 원본 문서에서 보존된 문서. 2008년 8월 12일에 확인함.
12. ↑  사망자 추정: Stéphane , L'Histoire n° 310, June 2006, pp.45–46, - "1/3 내지 2/3 사이"; Robert Gottfried (1983). 흑사병, 중세 사전 제2권, pp.257–67, - "25 ~ 45%".
13. ↑  흑사병의 전파는 쥐가 아닌 사람에 의한 것, guardian
14. ↑  Judith M. Bennett and C. Warren Hollister, Medieval Europe: A Short History (New York: McGraw-Hill, 2006), page 327 . ISBN 0-07-295515-5. OCLC 56615921.
15. ↑  앞의 책
16. ↑  Michael W. Dols, "The Second Plague Pandemic and Its Recurrences in the Middle East: 1347-1894" Journal of the Economic Social History of the Orientvol. 22 no. 2 (May 1979), 170-171.
17. ↑  흑사병, channel4.com
18. ↑  [Judith M. Bennett and C. Warren Hollister, Medieval Europe: A Short History (New York: McGraw-Hill, 2006), 326 . ISBN 0-07-295515-5. OCLC 56615921.]
19. ↑  Ping-ti Ho, "An Estimate of the Total Population of Sung-Chin China", in Études Song, Series 1, No 1, (1970) pp. 33–53.
20. ↑  “흑사병에 의한 인구 감소, med.nyu.edu”. 2007년 11월 18일에 원본 문서에서 보존된 문서. 2008년 8월 13일에 확인함.
21. ↑  쓰이위엔은 중국 역사상의 현으로 한국에는 수원(綏遠)현으로 알려져 있다. 현재는 허베이와 내몽골 자치구에 속해 있다.
22. ↑  “시에라의 흑사병, arizona.edu”. 2008년 8월 29일에 원본 문서에서 보존된 문서. 2008년 8월 21일에 확인함.
23. 1 2  정수일 역, 《이븐 바투타 여행기 1》, 창작과비평사, 2001년, ISBN 89-364-7066-3, 155쪽
24. ↑  흑사병의 재발, BBC
25. ↑  Prinzing, Freidrich. Epidemics Resulting from Wars. Oxford: Clarendon Press, 1916.
26. ↑  일 731부대 '페스트균 기록' 발견, 《연합뉴스》, 2005.8.17.
27. ↑  이, 광철 (2017년 10월 13일). “마다가스카르 페스트 확산…561명 감염 증세”. 《연합뉴스》. 2017년 10월 13일에 확인함.[깨진 링크(과거 내용 찾기)]
28. ↑  Michel Drancourt, 예르시니아 페스티스의 토양 및 인체 내 기생에 대한 연구[깨진 링크(과거 내용 찾기)]
29. ↑  Appleby, Andrew B. "The Disappearance of the Plague: A Continuing Puzzle", Economic History Review 33, 2 (1980) 161-173
30. ↑  Rebecca Totaro, Suffering in Paradise: The Bubonic Plague in English Literature from More to Milton, (Pittsburgh: Duquense University Press: 2005), p. 26.
31. ↑  Ziegler, Philip (1969). Black Death. ISBN 0-06-131550-8
32. ↑  Will Dunham , 희생자를 차별한 흑사병,abc.net
33. ↑  Philip Daileader, The Late Middle Ages, audio/video course produced by The Teaching Company, 2007. ISBN 978-1-59803-345-8
34. ↑  “흑사병의 결과,experiencefestival.com”. 2009년 2월 27일에 원본 문서에서 보존된 문서. 2008년 8월 22일에 확인함.
35. ↑  David Herlihy, The Black Death and the Transformation of the West, (Massachusetts: Harvard University Press, 1997), 72
36. ↑  “The Black Death « Jewish History”. 2020년 2월 29일에 확인함.

### 내용주
1. ↑  이슬람의 알라와 유대교, 기독교의 여호와 또는 야훼는 모두 같은 신을 대상으로 하는 호칭이다.